# Ruhestörung

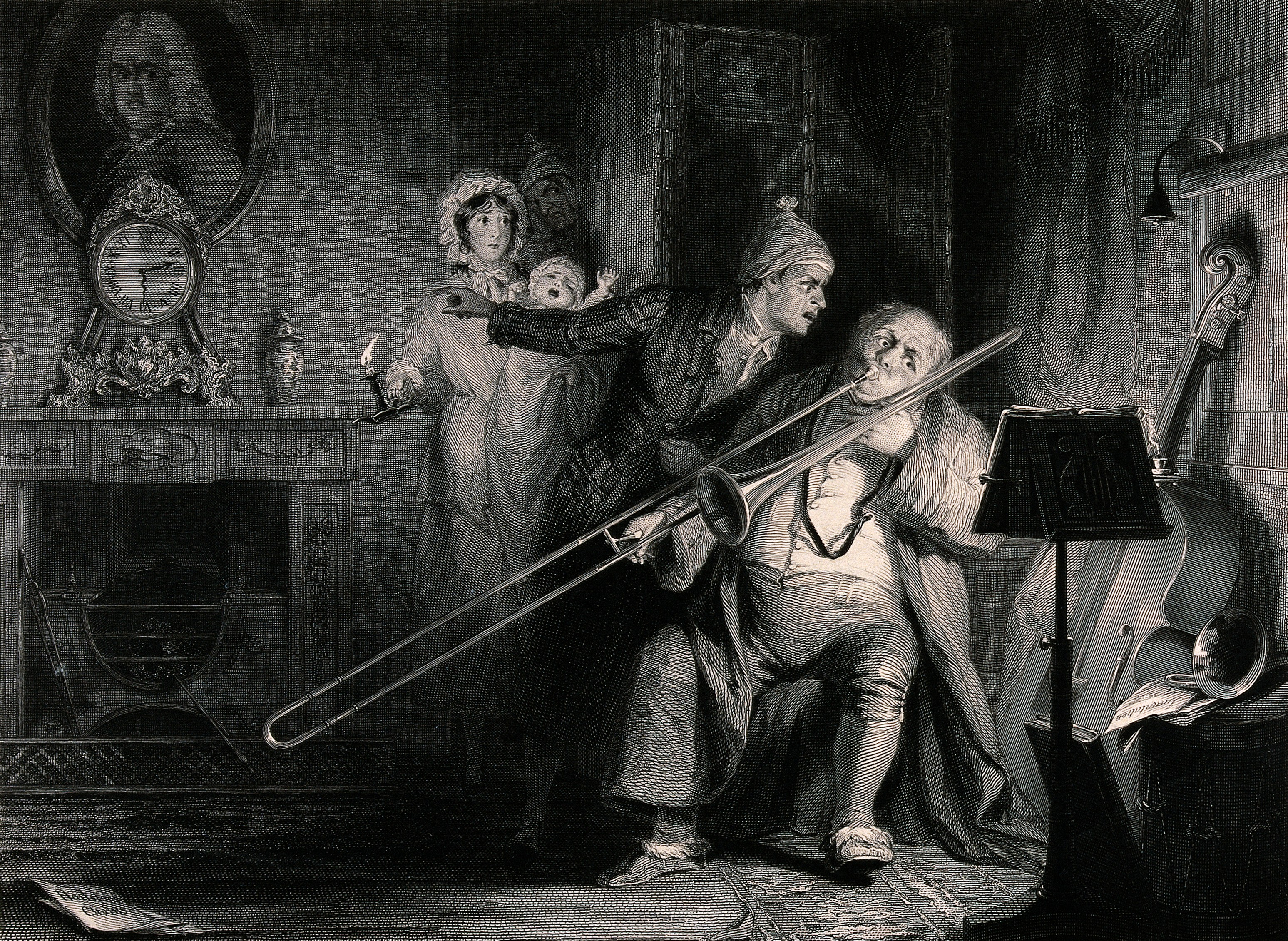
Ein Familienvater beschwert sich bei einem Posaunisten über dessen nächtliche Ruhestörung, Bild von Robert William Buss, 1834

Als Ruhestörung (auch: Lärmstörung) wird die belästigende Immission von Schall bei Menschen verstanden. Die Einschätzung einer einzelnen Emission als Ruhestörung hängt von deren Stärke und von der subjektiven Beziehung des Gestörten zu diesem Ereignis ab.

## Störwirkungen und Ruhebereiche
In der Regel wird Ruhestörung an solchen Orten empfunden, die der Erholung dienen, oder während Tätigkeiten, die eine besondere Aufmerksamkeit erfordern. Hierzu gehören in der Regel der Wohnbereich und der Arbeitsbereich.
Ruhestörung kann Stress bewirken und Stressreaktionen hervorrufen. Auslöser von Stress werden als Stressoren bezeichnet.

## Störquellen
Ruhestörungen können ausgehen von
- im Gebäude: Gebäudehandwerk, Haustiere
- Verkehrsmitteln: Straßenverkehrslärm, Schienenverkehrslärm und Fluglärm
- Freizeitaktivitäten: Freizeitlärm
- Religionsausübung: Kirchenglocken, Muezzinrufe
- Baustellen: Baustellenlärm, Vibrationen durch Tiefbauarbeiten
- dauerhafte Anlagen der Industrie oder des Sports (Fußballstadion, Motorsport) mit erheblich belästigender Geräuschemission
- Gaststätten, die während der Nachtruhe geöffnet haben dürfen. Deren Besucher erzeugen häufig Lärm (Türen, Gespräche, Handys, Musik und Auto-Geräusche) sowie andere Emissionen, wie Tabakrauch. Zusätzlich kann beim Öffnen der Gaststättentür Lärm nach außen dringen.

### Rechtlich nicht anfechtbare Störquellen
- Krähende Hähne in ländlichen Gegenden
- Quakende Frösche
- Kindergeschrei: Einem Urteil des Amtsgerichts Oberhausen zufolge (10. April 2001; 32 C 608/00) wird Kinderlärm nicht als Ruhestörung angesehen und muss somit von Nachbarn geduldet werden.

Einige Störquellen und deren Verursacher werden je nach Situation verschieden beurteilt: So gilt beispielsweise die Regel, dass Geräte und Maschinen laut Geräte- und Maschinenlärmschutzverordnung (32. BImSchV) an Werk- und Samstagen nur zwischen 7:00 Uhr und 20:00 Uhr betrieben werden dürfen, an Sonn- und Feiertagen hingegen gar nicht. Besonders lärmintensive Geräte und Maschinen wie etwa Laubbläser dürfen nur zwischen 9:00 Uhr und 13:00 Uhr sowie 15:00 Uhr und 17:00 Uhr verwendet werden. Werden diese Zeiträume nicht eingehalten, so wird dies als Ruhestörung angesehen.
Laut einem BGH-Urteil vom 26. Oktober 2018 (V ZR 143/17) gilt häusliches Musizieren (unabhängig davon ob professionell ausgeübt oder nicht) als sozialadäquate Freizeitbeschäftigung und ist somit Element des grundgesetzlich geschützten Rechts auf Entfaltung der Persönlichkeit. Dieses ist mit dem nachbarlichen Anspruch auf Entspannung und Erholung in häuslicher Atmosphäre abzuwägen. Das erfolgt durch eine zeitliche Beschränkung im Einzelfall, wobei als grober Richtwert eine musikalische Betätigung von zwei bis drei Stunden an Werktagen und ein bis zwei Stunden an Sonn- und Feiertagen (unter Einhaltung der Ruhezeiten nach Landes- oder Gemeindesatzung bzw. Mietvertrag oder Hausordnung) gelten kann. Generelle Musizierverbote für Wochenenden oder Abendstunden sind jedoch unzulässig, da hierdurch berufstätige Menschen oder Schüler unangemessen benachteiligt würden.

### Lärmbelästigung im frühen Rundfunk
Die Lärmbelästigung durch den Empfang von Radioprogrammen geht auf die Anfänge des Rundfunks der 1920er Jahre zurück, als die Kopfhörer von Lautsprechern abgelöst wurden. Bereits 1926 berichtet die hauseigene Zeitschrift der WERAG (Vorläufer des WDR) über rechtliche Probleme, wenn es darum geht, Rundfunkhörern zu verbieten, die Nachbarschaft mit dem Rundfunkprogramm zu beschallen. In der Zeit des Nationalsozialismus wurde die Beschallung durch offene Fenster ausdrücklich unterstützt, wenn es um die Übertragung von Propagandareden ging, sonst aber nicht. 1937 entschied zum Beispiel das Amtsgericht Lüdenscheid gegen einen Mieter, der seinen Rundfunklautsprecher weit über Zimmerlautstärke eingestellt und damit Nachbarn belästigt hatte.

## Störvermeidung
Innerhalb von Gebäuden ist die Zimmerlautstärke  von Bedeutung.
Zeitliche Anforderungen an Geräuschverursacher stellen die Mittags- und die Nachtruhe dar sowie die Sonntagsruhe innerhalb und außerhalb von Gebäuden. Entsprechendes findet sich auch bei Regelungen zur Hausruhe.
Lärmschutz wird erreicht durch:
- Emissionsschutz/Emissionsminderung beim Verursacher nach dem Verursacherprinzip
- Regeln (Verordnungen, Gesetze), deren Einhaltung kontrolliert wird (Ordnungsbehörde, Polizei) und ggfs. sanktioniert wird
- Immissionsschutz: Baulicher Schallschutz, z. B. durch Doppelglasfenster, Lärmschutzwand und/oder -wall, Immissionsgrenzwerte
- Persönliche Maßnahmen, zum Beispiel Umzug in ein ruhiges Gebiet (Wohngebiet), Ohrenstöpsel, Kopfhörer mit Antischall

## Rechtliche Situation

### Recht in Deutschland
Zivilrecht
Es kann ein Unterlassungsanspruch aus § 1004 BGB i. V. m. § 906 BGB entstehen.
Polizeirecht
Immissionsschutzrechtlich sind schädliche Umwelteinwirkungen weit definiert als Einwirkungen auf Menschen, Tiere, Pflanzen, Boden, Wasser, Atmosphäre oder Sachgüter unter anderem durch Geräusche, Erschütterungen und Ähnliches, die nach Art, Ausmaß oder Dauer die Eignung zur Bewirkung erheblicher Belästigungen für die Allgemeinheit oder die Nachbarschaft haben. Zum Schutz davor erfordern Anlagen – bei Geräuschen sogar ohne gewerblichen oder sonstigen wirtschaftlichen Zusammenhang – ihrer Genehmigung, bevor sie so errichtet so betrieben werden, dass sie sich in besonderem Maße zu solchen Immissionen oder anders zur erheblichen Belästigung von Allgemeinheit oder Nachbarschaft eignen. Insoweit typischerweise gefährliche, daher stets genehmigungsbedürftige Anlagen listet die 4. BImSchV auf. Aber auch Betreiber nicht demnach genehmigungsbedürftiger Anlagen haben die Pflicht, nach dem Stand der Technik vermeidbare schädliche Umwelteinwirkungen, also unter anderem erheblich belästigende Geräuschimmissionen zu verhindern, unvermeidbare möglichst zu mindern. Ansonsten sind bußgeldbewehrte Maßnahmen der Überwachungsbehörde über Auflagen bis hin zur Stilllegungs- und Beseitigungsanordnung zu erwarten. Ein Anlagenbetrieb gegen diese Genehmigungserfordernisse oder so eine Untersagungsanordnung, also schon gegen bloße Verfahrensregeln zum Schutz vor Lärmbelästigung kann dann sogar bei Fahrlässigkeit strafbar sein.
Bußgeldrecht
Für Lärmschutz existieren außerdem folgende Sanktionsnormen:
- § 117 OWiG – Ordnungswidrig handelt, wer ohne berechtigten Anlass oder in einem unzulässigen oder nach den Umständen vermeidbaren Ausmaß Lärm erregt, der geeignet ist, die Allgemeinheit oder die Nachbarschaft erheblich zu belästigen oder die Gesundheit eines anderen zu schädigen. Dabei handelt es sich um verhaltensbedingten Lärm, zum Beispiel Geschrei, Maschinenlärm, Fahrzeuge, Musik aller Art usw. § 117 OWiG ist gegenüber anderen Vorschriften subsidiär (z. B. Landesrecht, Stadtrecht, Landkreisrecht, Gemeinderecht).
- Sonn- und Feiertagsgesetze der Länder
- Immissionsschutzgesetze der Länder
- Geräte- und Maschinenlärmschutzverordnung (32. BImSchV)
- Sportanlagenlärmschutzverordnung (18. BImSchV)
- Verkehrslärmschutzverordnung (16. BImSchV)
- Bestimmte Gemeinden haben Verordnungen im Rahmen des Ortsrechts erlassen, die zum Beispiel die Mittags- und Nachtruhe betreffen. In der Stadt München gilt beispielsweise die Hausarbeits- und Musiklärmverordnung.[7]
- Straßenverkehrsordnung (§ 30 StVO)

Strafrecht
- § 325a Abs. 1 StGB („Verursachen von Lärm, Erschütterungen und nichtionisierenden Strahlen“; hier: durch den Betrieb einer Anlage),
- Unerlaubtes Betreiben einer Anlage, § 327 Abs. 2 Ziff. 1 StGB, bereits durch formelle Verletzung von Polizeirecht

### Recht in Österreich
- § 1 Wiener Landes-Sicherheitsgesetz[8]
- § 81 Abs. 1 Sicherheitspolizeigesetz

### Recht in der Schweiz
Die strafrechtliche Regelung des Delikts, bezogen auf den öffentlichen Raum, ist hier den Kantonen überlassen. Das Mietrecht zudem verweist diesbezüglich auf die Hausordnung und im ZGB findet sich eine Regelung in Art. 684.